# كنوت إريك جنسن
كنوت إريك جنسن (بالنرويجية البوكمول: Knut Erik Jensen)‏ هو مخرج نرويجي، ولد في 8 أكتوبر 1940 في Honningsvåg ‏ في النرويج.

## وصلات خارجية
- كنوت إريك جنسن على موقع IMDb (الإنجليزية)
- كنوت إريك جنسن على موقع ألو سيني (الفرنسية)
- كنوت إريك جنسن على موقع أول موفي (الإنجليزية)
- كنوت إريك جنسن على موقع قاعدة بيانات الأفلام السويدية (السويدية)
- كنوت إريك جنسن على موقع قاعدة بيانات الفيلم (الإنجليزية)
- كنوت إريك جنسن على موقع كينوبويسك (الروسية)